# Alejandro Talavante
Alejandro Talavante Rodríguez, conocido profesionalmente como Talavante (Badajoz, 24 de noviembre de 1987) es un torero español. Ha salido en seis ocasiones por la puerta grande de Las Ventas. 

## Biografía
Aficionado a los toros desde muy pequeño por influencia de su abuelo materno. Un día, el torero José Tomás le entregó una de las orejas que cortó esa tarde en el coso de Pardaleras, lo que le marcó profundamente y le animó a probar suerte en la profesión. Con once años, Talavante se apuntó a la Escuela taurina de Badajoz, donde recibió sus primeras lecciones de tauromaquia. El 15 de mayo de 2000 mató su primer becerro en el pueblo natal de su madre, Puebla de Sancho Pérez, y el 13 de mayo de 2001 vistió su primer traje de luces en Valverde de Mérida, complementando su preparación con la ayuda del torero José MIguel Arroyo Joselito, gran figura de los años 90.

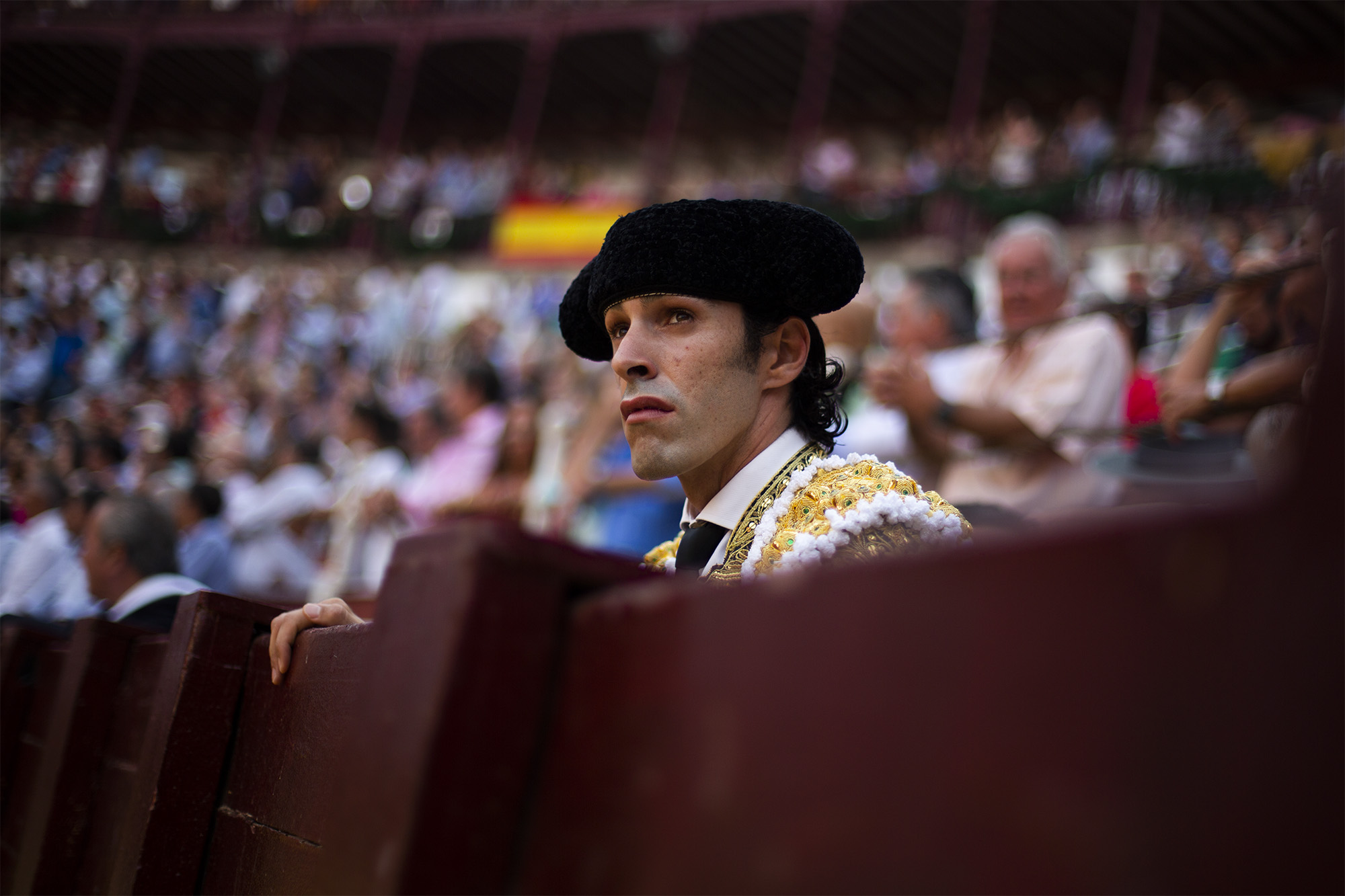
Alejandro Talavante esperando en el callejón

En la localidad francesa de Samadet, el 1 de febrero de 2004, debutó con picadores alternando con Manuel Escribano y Caro Gil en la lidia de novillos de la ganadería de los hermanos Gutiérrez Lorenzo, obteniendo dos vueltas al ruedo. Sin embargo, su progresión se vería cortada con tan sólo ocho paseíllos al resultar gravemente cogido en Blanca (Murcia) el 14 de agosto del mismo año, cuando un novillo de Mari Carmen Camacho le provocó siete fracturas en el codo y húmero derechos.
Reaparece el 20 de marzo de 2005 en Espartinas (Sevilla) cortando cuatro orejas a una novillada de Tornay, y ese año pasó por las principales ferias de novilladas dejando muy buen ambiente por su concepto y pureza. Al finalizar la temporada llegó a un acuerdo de apoderamiento con Antonio Corbacho, quien fue su descubridor y mentor de José Tomás, a quien Talavante admira, hecho que marcó de forma importante su trayectoria posterior.
Hizo su presentación en Las Ventas el 25 de marzo de 2006, alternando con Raúl Cuadrado y Francisco Javier para lidiar una novillada de la ganadería El Serrano y, aunque falla con la espada, deja muy buenas sensaciones y entra en la Feria de San Isidro de ese año. La tarde del 24 de mayo es trascendental en su carrera, ya que cuaja dos faenas importantes a dos ejemplares de la ganadería del Ventorrillo y se sitúa inmediatamente en la primera fila del escalafón. Con gran expectación entre los aficionados, toreó su última novillada en Nimes el 2 de junio [cita requerida].
Tomó la alternativa el 9 de junio de 2006 en Cehegín (Murcia) de manos de Morante de la Puebla y con David Fandila El Fandi como testigo. Al toro de la ceremonia, de nombre Pesadilla, de la ganadería de Benjumea, le cortó las dos orejas, comenzando así una destacada trayectoria como matador de toros.

### Temporada 2006-2007
En su primer año como matador de toros lidió treinta y dos corridas de toros.  En el arranque de 2007 fue declarado triunfador de la Feria de Fallas.[cita requerida] Confirmó alternativa en Las Ventas (Madrid) el 8 de abril apadrinado por El Juli y José María Manzanares cortando dos orejas al sexto de la tarde, de la ganadería del Puerto de San Lorenzo. E 23 de abril abrió la Puerta del Príncipe de la Maestranza de Sevilla tras cortar tres orejas a una corrida de la ganadería Núñez del Cuvillo. Todos estos triunfos le situaron en la primera fila del toreo por méritos propios.

### Temporada 2009
Comenzaba así una carrera profesional en la que Talavante ha sabido mantenerse en la primera fila del escalafón a pesar de la dureza que ello implica. El año 2009 estuvo marcado por dos hechos fundamentales: su encerrona en Madrid con seis toros el Domingo de Resurrección, en la que no obtuvo el éxito esperado, y la ruptura en el mes de agosto con su apoderado Antonio Corbacho después de tres años de fructífera relación.

### Temporada 2010-2011
El 2010 lo comenzó con nuevos apoderados, José Antonio Martínez Uranga y Manuel Martínez Erice. En febrero de 2011 logró una puerta grande en Plaza México con toros de La Estancia. En Las Ventas a Cervato, de la ganadería El Ventorrillo, la tarde del 17 de mayo. Fue declarado triunfador en las plazas de Madrid, Badajoz, Murcia, San Sebastián o Salamanca y dejó faenas para la historia como la que hizo en la plaza de toros de Zaragoza a Esparraguero, de Núñez del Cuvillo, la tarde del 9 de octubre de 2011.

### Temporadas 2012-2013
Tanto en 2012 como en 2013 salió por la Puerta Grande de Las Ventas, y destacó por su encerrona el 1 de septiembre de 2013 en la plaza de toros de Mérida con seis toros de la ganadería de Zalduendo, pues obtuvo seis orejas e indultó al cuarto toro, Taco ; el festejo fue retransmitido en directo por TVE. En enero de 2013 logró además puerta grande en Plaza México.

### Temporada 2015

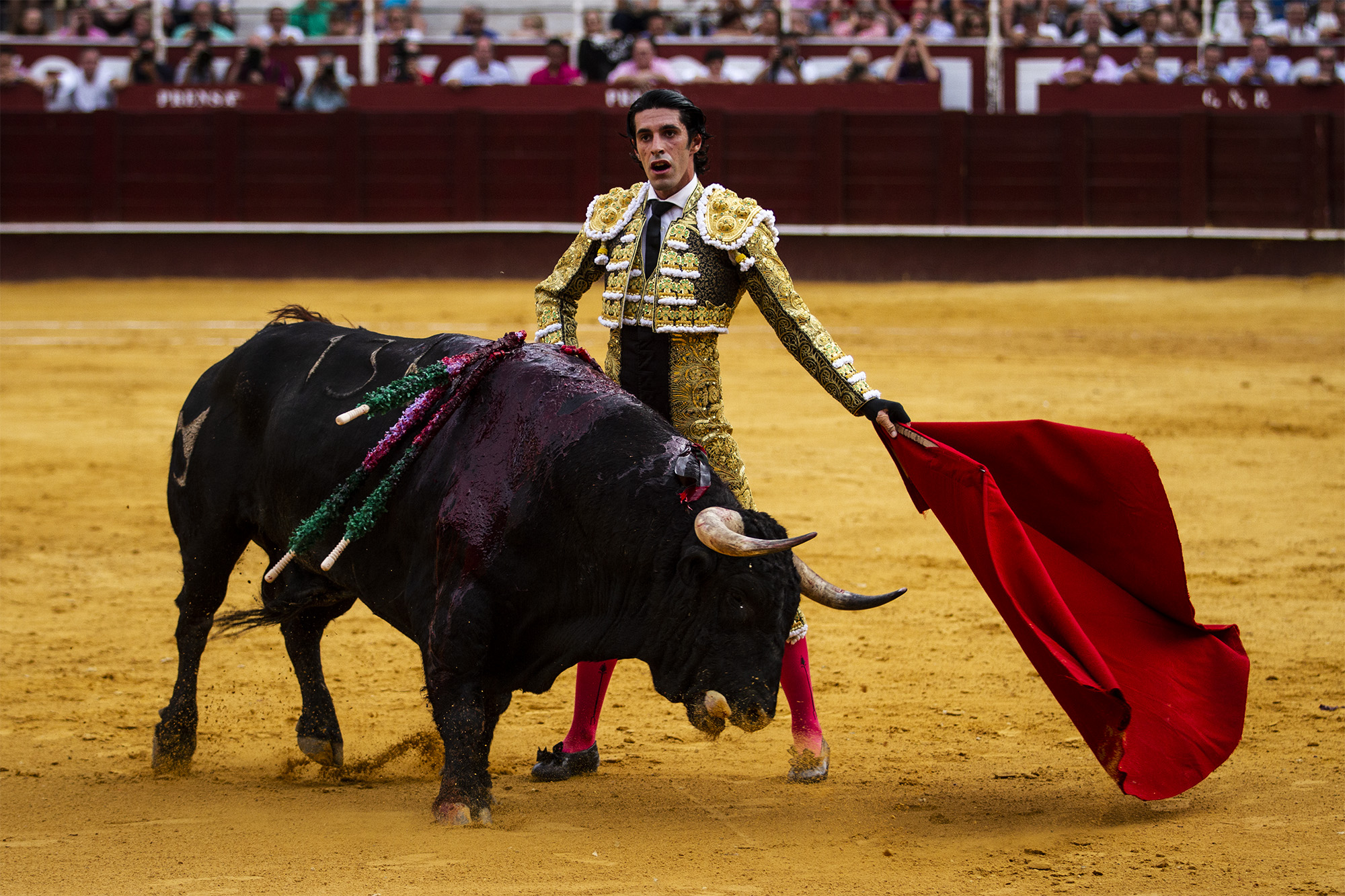
Alejandro Talavante en uno de sus pases característicos

En 2015 fue apoderado por la FIT (Fusión Internacional por la Tauromaquia) y demostró estar en plena madurez artística, con importantes faenas a lo largo de toda la temporada, aunque lamentablemente muchas de ellas fueron malogradas con la espada, uno de los puntos negros de su trayectoria profesional. Salió por la puerta grande de El Acho junto a Joselito Adame en la feria del Señor de los Milagros.

### Temporada 2016
En febrero de 2016 indultó al toro Frontero y salió por la puerta grande de la plaza de toros de Mérida. A mitad de la temporada de 2016, Alejandro Talavante decidió dejar el apoderamiento de la FIT y poner su carrera en manos de la casa Matilla, en lo que supone el comienzo de la última fase de su carrera. De esta temporada destacó la faena del 4 de septiembre en la corrida de toros en homenaje al torero fallecido Víctor Barrio celebrada en la plaza de toros de Valladolid, donde cortó las dos orejas y el rabo a un toro de Núñez del Cuvillo.

### Temporada 2017-2018 y retirada
El año 2017 estuvo marcado por sus cuatro actuaciones en la plaza de Las Ventas, tres durante la Feria de San Isidro y la Beneficencia, en las que cortó tres orejas. En 2017 accedió por primera vez al escalafón taurino, ocupando el tercer lugar, por detrás de Padilla y Roca Rey.
De su paso por San Isidro destacó la tarde del 25 de mayo de 2018, en la que sustituyó al diestro lesionado Paco Ureña, cortó dos orejas a Cacareo de la ganadería de Núñez del Cuvillo, lo que le valió su quinta Puerta Grande, compartida en esta ocasión con López Simón en la tarde de la despedida madrileña del torero Juan Bautista.
Pese a este triunfo, Talavante rompió de forma inesperada con sus apoderados y se quedó fuera de ferias tan importantes como Pamplona, Bilbao, San Sebastián, Logroño, Almería, Valladolid o Salamanca. En la Feria de Otoño se apuntó al famoso bombo de Simón Casas, durante el que nada destacado sucedió en ninguna de las dos tardes. Todo ello le llevó a anunciar su retirada el 5 de octubre de 2018 la Feria del Pilar de Zaragoza, la tarde de la despedida de Juan José Padilla.

### Regreso en 2022
Su regreso en 2020 se vio frustrado por la pandemia de COVID-19. El 11 de septiembre de 2021 reapareció en Arlés. En 2022 salió por la puerta grande de Vista Alegre con toros de Domingo Hernández. El 12 de octubre, en corrida del Día de la Hispanidad en Las Ventas, completó la corrida de manera desafortunada e indolente, siendo ésta su quinta actuación en Las Ventas en 2022.

### Temporadas 2023-2024
En 2023, Alejandro Talavante cosechó algunos triunfos notables en ferias como la de Fallas en Valencia. También abrió las puertas grandes de las plazas de Burgos, Huesca, Salamanca, Zaragoza o Melilla.  En 2024 destacan sus triunfos en Arlés, Mérida, Salamanca, Almería. El 27 de septiembre de 2024, en la feria de San Miguel de Sevilla, cortó tres orejas, dos al primero y una al segundo, y abrió la puerta del príncipe en una destacada faena.

### Temporada 2025
El 9 de mayo de 2025 cortó dos orejas en Madrid, en una corrida de Victoriano del Río, obteniendo con ello su sexta puerta grande en Las Ventas. También sobresalió en la arena de Nimes, donde fue premiado con un apéndice de cada toro de su lote. 

## Estadísticas
| Temporada | Festejos | Orejas | Rabos | Reses lidiadas |
| --------- | -------- | ------ | ----- | -------------- |
| 2024      | 75       | 99     | 4     | 152            |
| 2023      | 58       | 79     | 4     | 120            |
| 2022      | 37       | 28     | 0     | 79             |
| 2021      | 1        | 3      | 0     | 3              |
| 2018      | 29       | 32     | 0     | 58             |
| 2017      | 48       | 51     | 0     | 97             |
| 2016      | 48       | 67     | 1     | 96             |
| 2015      | 44       | 56     | 0     | 94             |
| 2014      | 32       | 41     | 0     | 67             |
| 2013      | 40       | 45     | 1     | 87             |
| 2012      | 53       | 63     | 0     | 108            |
| 2011      | 54       | 62     | 1     | 109            |
| 2010      | 65       | 52     | 1     | 130            |
| 2009      | 45       | 45     | 1     | 93             |
| 2008      | 66       | 46     | 0     | 130            |
| 2007      | 73       | 72     | 0     | 170            |
| 2006      | 42       | 46     | 3     | 83             |
| 2005      | 22       | 33     | 0     | 45             |
| 2004      | 8        | 6      | 0     | 16             |